# Felsőkubin
Felsőkubin (szlovákul Vyšný Kubín) község Szlovákiában, a Zsolnai kerület Alsókubini járásában.

## Fekvése
Alsókubintól 3 km-re délre, az Öreg Chocs tömbje, az Ostra és a Tupa bércei alatt fekszik. Az 59-es főúton közelíthető meg.

## Története
Területe ősidők óta lakott. Határában a Jaszenova-patak völgyében bronzkori, a lausitzi kultúrából származó urnamezőt tártak fel, mely a Tupa sziklán feltárt sánc övezte várhellyel lehetett kapcsolatban. Mellette egy hallstatti urnatemetőt is feltártak. Az Ostra sziklán szintén feltártak egy sánccal védett hallstatti és La Tène kultúrához tartozott települést.
A mai települést 1325-ben „Superior Kolbin”, illetve „Felseukolbin” alakban említik először. Ekkor alapították a liptói Hudkont örökösei, a Kubinyi és Meskó nemesi családok ősei, akik Dancs mester árvai ispántól kapták cserébe. Ezt Nagy Lajos király 1355-ben erősítette meg, amikor azt véglegesen elvette az árvai uradalomtól és a Felső-Kubinyi nemesi családoknak adta. Birtokosai a Kubinyi, Meskó, Országh-Gazda és Ivanovics családok voltak. 1681-től a vármegye egyik artikuláris helye. 1778-ban 455 lakosa volt.
A 18. század végén Vályi András így ír róla: „Felső Kubin. Jó nagy tót falu Árva Várm. földes Ura a’ Kubinyi Uraság, Mesko, és más több Uraságok is birnak benne, a’ kik nevezeteket is innen vették, lakosai kevés katolikusok, és leg inkább evangelikusok, fekszik Lestine, Alsó Kubin mező Város között, Vásárok is esnek benne, Skalon nevű kősziklájokon régi vólt lakosainak maradványai találtatnak. Határja közép termékenységű, réttyek, legelőjök is van, vagyonnyaik is középszerűek.”
1828-ban 78 házában 535 lakos élt, akik főként mezőgazdasággal foglalkoztak. Fűrésztelepe, 3 malma, kovácsműhelye volt.
Fényes Elek 1851-ben kiadott geográfiai szótárában így ír a faluról: „Kubin (Felső-), tót falu, Árva vm., 45 kath., 476 evang., 14 zsidó lak. Vannak benne több csinos urasági lakházak, s egy kath. fil. templom, melly mellett sz. Háromság napján vásárt tart. Erdeje nagy. Földe a buzát is megtermi. A falu felett egy régi várnak omladéka látható. F. u. Kubinyi, Meskó, Ivanovics, Országh, Gazda, Koroda.”
A trianoni diktátumig Árva vármegye Alsókubini járásához tartozott.
1944–45-ben környékén erős partizántevékenység folyt.

## Népessége
| Év:            | 1994. | 2004.    | 2014.    | 2024.    |
| -------------- | ----- | -------- | -------- | -------- |
| Emberek száma: | 503   | 561      | 722      | 853      |
| Eltérés:       |       | +11,53 % | +28,69 % | +18,14 % |

| Év:            | 2023. | 2024.   |
| -------------- | ----- | ------- |
| Emberek száma: | 817   | 853     |
| Eltérés:       |       | +4,40 % |

1910-ben 475, túlnyomórészt szlovák anyanyelvű lakosa volt.
2011-ben 645 lakosából 633 szlovák volt.

## Nevezetességei
- A Szentháromságnak szentelt római katolikus temploma a 15. század végén épült késő gótikus alapokon, a 17. század végén átépítették és megújították. Egy 15. századi gótikus szobra van.
- Itt áll a Kubinyi család 17. századi késő reneszánsz várkastélya, melyet a 19. század elején klasszicista stílusban átalakítottak.
- Rajta kívül még egy 18. századi és egy 19. századi nemesi kastély is áll itt, valamint kúriák és nemesek házai a 18-19. századból.

## Neves személyek
- Itt született 1849-ben Hviezdoslav a nagy szlovák költő. 1916-ban leégett egykori szülőháza helyén jelképes kősír áll.
- Itt született 1876. szeptember 23-án Szmrecsányi György politikus, Pozsony vármegye főispánja, a magyar nemzetgyűlés alelnöke.
- Itt született 1909-ben Margita Figuli szlovák író, műfordító.

## Külső hivatkozások
- Községinfó
- Felsőkubin Szlovákia térképén
- Alapinformációk
- E-obce.sk